# Peter van Merksteijn Jr.
Peter van Merksteijn Jr. (1982. szeptember 1. –) holland autóversenyző, a 2006-os holland ralibajnokság N csoportjának győztese. Édesapja, Peter van Merksteijn szintén ismert autóversenyző.

## Pályafutása

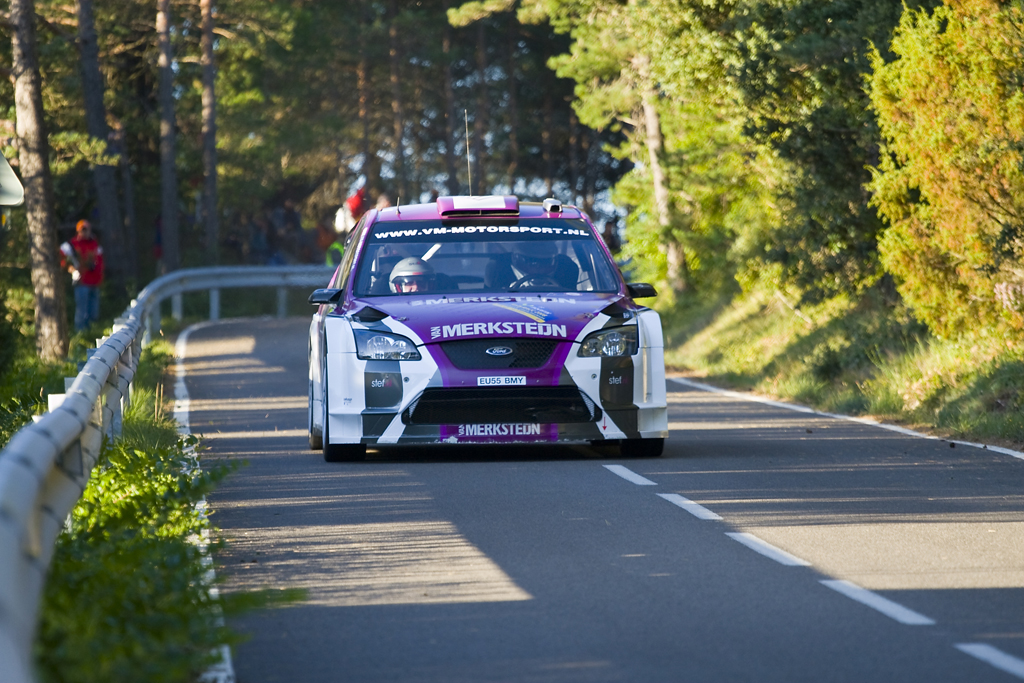
Peter a 2008-as katalán ralin

2006-ban megnyerte hazája ralibajnokságának N csoportos értékelését.
2007-ben debütált a rali-világbajnokság mezőnyében. Részt vett a német-, a katalán-, valamint a brit-ralin.
A 2008-as évben öt világbajnoki versenyen állt rajthoz. A német-ralin már WRC-vel indult, és a tizenhetedik helyen ért célba. Peter ezentúl a holland bajnokság több futamán is dobogós helyen végzett az évben.
2009-ben a világbajnokság két versenyén rajtolt. Norvégiában tizennyolcadikként zárt, a portugál futamon pedig technikai probléma miatt esett ki.

## Eredményei

### Rali-világbajnokság
Statisztika
| Év       | Helyezés | Versenyek/ célbaérés | Pontok | Győzelmek | Dobogók | Szakasz győzelmek |
| -------- | -------- | -------------------- | ------ | --------- | ------- | ----------------- |
| 2007     |          | 3/3                  | 0      | 0         | 0       | 0                 |
| 2008     |          | 5/1                  | 0      | 0         | 0       | 0                 |
| 2009     |          | 2/1                  | 0      | 0         | 0       | 0                 |
| 2010     |          | 1/1                  | 0      | 0         | 0       | 0                 |
| 2011     | 25.      | 10/4                 | 2      | 0         | 0       | 0                 |
| 2012     | 33.      | 2/2                  | 1      | 0         | 0       | 0                 |
| Összesen |          | 23/12                | 3      | 0         | 0       | 0                 |